# Amphora (Gattung)
Amphora ist eine Gattung der Kieselalgen (Bacillariophyta) mit etwa 150 Arten, von denen die meisten im Meer und nur wenige im Süßwasser vorkommen.

## Merkmale
Amphora ist eine einzellige, ovale Kieselalge. Die Einzelzellen haben die für Kieselalgen typische Schale aus zwei Theken. Die Schalen sind jedoch nicht symmetrisch, sondern an einer Seite deutlich vergrößert und stark gekrümmt. Diese vergrößerte Seite wird als die dorsale bezeichnet. Die andere Seite ist verkleinert und wenig gekrümmt. Die Raphe ist daher nur an der Ventralseite zu sehen. In der Zelle befindet sich ein einziger, großer, H-förmiger Plastid an der dorsalen Seite. Er hat ein zentrales Pyrenoid, vier Lappen und ist durch Fucoxanthin goldbraun gefärbt. Die Zellen sind 5 bis 105 Mikrometer lang. 
Die ungeschlechtliche Fortpflanzung erfolgt durch die typische Zweiteilung der Kieselalgen. Geschlechtliche Fortpflanzung erfolgt durch Isogamie, es kommt auch Automixis vor. Im Anschluss erfolgt während der Auxosporenbildung die Zellvergrößerung.

## Vorkommen
Amphora kommt vorwiegend im Meer vor. Sie ist auch im Brackwasser und in oligo- bis eutrophem Süßwasser häufig vertreten. 

## Belege
- Karl-Heinz Linne von Berg, Michael Melkonian u. a.: Der Kosmos-Algenführer. Die wichtigsten Süßwasseralgen im Mikroskop. Kosmos, Stuttgart 2004, ISBN 3-440-09719-6, S. 204.